# 1865 Cerberus
Az 1865 Cerberus (ideiglenes jelöléssel 1971 UA) egy földközeli kisbolygó. Luboš Kohoutek fedezte fel 1971. október 26-án.